# المر ککسیس

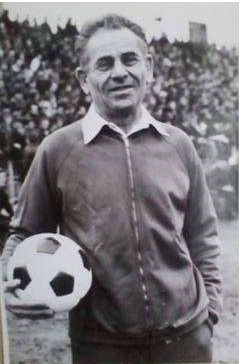
المر ککسیس در سال ۱۹۵۳

المر ککسیس (انگلیسی: Elemér Kocsis؛ ۲۶ فوریهٔ ۱۹۱۰ – ۶ اکتبر ۱۹۸۱) یک بازیکن فوتبال اهل رومانی بود.
وی همچنین در تیم ملی فوتبال رومانی بازی کرده‌است.